# Синяя бездна 2
«Синяя бездна 2» (англ. 47 Meters Down: Uncaged; «47 метров вниз: без клетки») — британский фильм ужасов режиссёра Йоханнеса Робертса. В США фильм вышел 16 августа 2019 года. В России фильм вышел 15 августа 2019 года.

## Сюжет
Четыре девушки в Мексике решают интересно провести время в выходные. Они отправляются в экзотическое место к затопленным пещерам. Одна из них рассказывает другим о подводном городе в этих пещерах и они, самовольно взяв акваланги, ныряют, чтобы их посмотреть. Девушки попадают в лабиринты пещер, где обитают смертоносные акулы, нападающие и убивающие других людей, находившихся в этих пещерах. Ход по которому они попали в пещеры заваливает камнями. Им встречается отец одной из них (как раз готовивший эти пещеры к визиту учёных из Европы), который пытается их спасти, предлагая плыть к океану, но сам вскоре погибает в пасти громадной акулы, как и одна из них. Выбраться сквозь лабиринты пещер в открытое море удаётся только двоим, но они выплывают к судну с которого в этот момент специально прикармливают акул для демонстрации экскурсантам на этом судне. С огромным трудом две уцелевшие девушки забираются на это судно и спасаются.

## В ролях
| Актёр           | Роль      |
| --------------- | --------- |
| Систин Сталлоне | Николь    |
| Ниа Лонг        | Дженнифер |
| Корина Фокс     | Саша      |
| Джон Корбетт    | Грант     |
| Брэк Бэссинджер | Кэтрин    |
| Софи Нелисс     | Миа       |
| Бриэнн Тджу     | Алекса    |
| Дави Сантос     | Бен       |
| Кайлин Рамбо    | Карл      |
| Аксель Мансилла | Приятель  |